# Nesochrysa macrostigma
Nesochrysa macrostigma är en insektsart som först beskrevs av Gerstaecker 1894.  Nesochrysa macrostigma ingår i släktet Nesochrysa och familjen guldögonsländor. Inga underarter finns listade i Catalogue of Life.